# Нура (Талгарський район)
Нура́ (каз. Нұра) — село у складі Талгарського району Алматинської області Казахстану. Адміністративний центр Нуринського сільського округу.
До 1998 року село називалось Октябр.
Населення — 5488 осіб (2021; 4327 у 2009, 3864 у 1999, 3822 у 1989).